# Bataille de Vitebsk
Sixième Coalition
Batailles
Campagne de Russie (1812)
- Liste des batailles
- Mir
- Moguilev
- Ostrovno
- Vitebsk
- Kliastitsy
- Smolensk
- 1re Polotsk
- Valoutina Gora
- Moskova
- Moscou
- Winkowo
- 2e Polotsk
- Maloïaroslavets
- Gorodnia
- Czaśniki
- Viazma
- Smoliani
- Krasnoï
- Bérézina

Campagne d'Allemagne (1813)
- Dantzig
- Lunebourg
- Möckern
- Lützen
- Bautzen
- Reichenbach
- Haynau
- Luckau
- Hoyerswerda
- Lauenbourg
- Goldberg
- Gross Beeren
- Katzbach
- Dresde
- Kulm
- Dennewitz
- Peterswalde
- Liebertwolkwitz
- Leipzig
- Hanau
- Sehested
- Torgau
- Hambourg

Campagne de France (1814)
- Sainte-Croix-en-Plaine
- Besançon
- Mayence
- Metz
- Saint-Avold
- 1re Saint-Dizier
- Brienne
- La Rothière
- Campagne des Six-Jours (Champaubert
- Montmirail
- Château-Thierry
- Vauchamps)
- Mormant
- Montereau
- Bar-sur-Aube
- Saint-Julien
- Laubressel
- Berry-au-Bac
- Craonne
- Coutures
- Laon
- Soissons
- Mâcon
- Reims
- Saint-Georges-de-Reneins
- Limonest
- Arcis-sur-Aube
- Fère-Champenoise
- 2e Saint-Dizier
- Meaux
- Claye
- Villeparisis
- Paris

- Feistritz
- Caldiero (en)
- Trieste
- Mincio

- Hoogstraten (de)
- Anvers
- Berg-op-Zoom
- Courtrai

La bataille de Vitebsk, aussi écrit Witepsk, se déroula les 26 et 27 juillet 1812 à Vitebsk, dans le cadre de l'invasion française de la Russie. Elle opposa les forces françaises de l'empereur Napoléon Ier à l'arrière-garde russe commandée le premier jour par le général Piotr Konovnitsyne et le second jour par le général Peter von der Pahlen. L'affrontement se solda par une retraite stratégique des Russes.
Cette bataille eut lieu alors que Napoléon essayait d'envelopper la 1re armée russe dans le secteur de Vitebsk afin de l'obliger à se battre. Le commandant de cette armée, le général Michel Barclay de Tolly, avait également pour objectif de disputer le terrain aux troupes françaises et regroupa dans ce but le gros de ses forces autour de Vitebsk, même s'il était conscient que ses chances de succès étaient infimes face à Napoléon. La décision prise par Barclay de mettre un coup d'arrêt à l'invasion résultait de pressions politiques et de sa propre volonté d'améliorer le moral de l'armée après des semaines de retraite sans combat. Les combats du 26 juillet entre l'arrière-garde dirigée par le général Konovnitsyne et une partie du IVe corps d'armée français virent les Russes retarder d'une journée entière la progression de leurs ennemis, permettant ainsi au gros de l'armée de se rassembler à Vitebsk. Dans le même temps, Barclay fut informé que la 2e armée du général Piotr Bagration avait été défaite trois jours auparavant, ce qui l'obligea à annuler ses projets de bataille contre Napoléon. 
La principale préoccupation de Barclay de Tolly pour la journée du 27 juillet était de retenir les forces françaises suffisamment longtemps pour permettre au reste de son armée de se replier sur Smolensk, où elle devait faire sa jonction avec Bagration. La mission de ralentir les Français fut confiée au général Pahlen, qui parvint à mettre en échec toutes les tentatives de percée françaises pendant une demi-journée jusqu'à ce que Napoléon ne décide d'interrompre l'engagement pour attendre l'arrivée des renforts, persuadé qu'il pourrait reprendre le combat le lendemain. Toutefois, à l'insu des Français, l'armée russe se retira dans l'après-midi, privant Napoléon de la bataille décisive qu'il recherchait. Les troupes russes se replièrent précipitamment sur Smolensk, qu'elles atteignirent sans encombre, et s'y réunirent comme convenu aux forces de Bagration.  

## Contexte

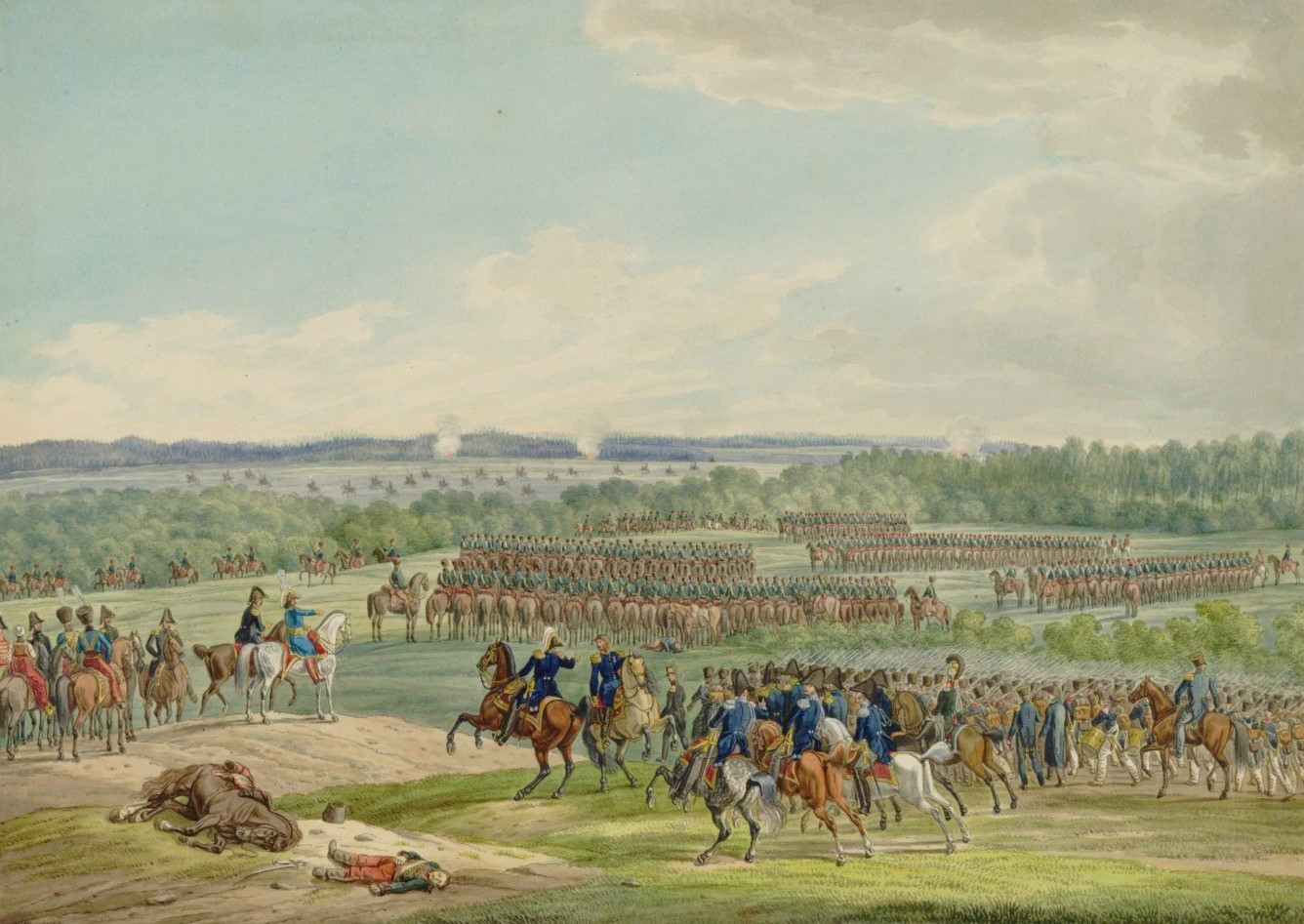
La bataille d'Ostrovno, le 25 juillet 1812. Gravure de Victor Adam.

Dans les premières semaines de la campagne de Russie en 1812, Napoléon Ier voulait contraindre le gros de l'armée russe à livrer bataille afin de remporter une victoire éclatante et mettre ainsi un terme à la campagne. À la mi-juillet, il lança une partie de ses forces dans un mouvement tournant en direction de Vitebsk. Le premier affrontement d'importance se déroula à Ostrovno le 25 juillet. Au cours de ce combat, les troupes françaises placées sous les ordres du maréchal Joachim Murat et du général Étienne de Nansouty accrochèrent le corps russe supérieur en nombre du général Alexandre Ostermann-Tolstoï. Au prix de pertes relativement élevées, ce dernier parvint à faire retraite en bon ordre et les Français ne disposaient pas d'assez de troupes pour se lancer immédiatement à sa poursuite. Les Russes avaient eux-mêmes infligé des pertes sensibles à leurs adversaires et les avaient suffisamment retardé pour permettre la concentration d'importantes forces russes autour de Vitebsk. 
Pendant ce temps, l'armée russe, qui n'avait fait que reculer devant l'ennemi depuis le début de la campagne au mois de juin, poursuivait son repli et le moral de la troupe commença à se dégrader sérieusement. Le mécontentement grondait également à la Cour impériale de Saint-Pétersbourg. Les courtisans ne comprenaient pas pourquoi le commandant en chef de l'armée russe, le général Michel Barclay de Tolly, abandonnait de vastes territoires de l'Empire aux Français sans même tenter de résister. De nombreuses pressions s'exercèrent sur Barclay pour l'inciter à se battre et ce dernier se résigna à le faire à Vitebsk, où il avait réussi à concentrer une grande partie de ses forces. Cependant, les probabilités que la Russie remporte cette bataille étaient extrêmement faibles compte tenu de l'écrasante supériorité numérique de Napoléon et de la vulnérabilité de la position choisie par Barclay.

## Déroulement de la bataille

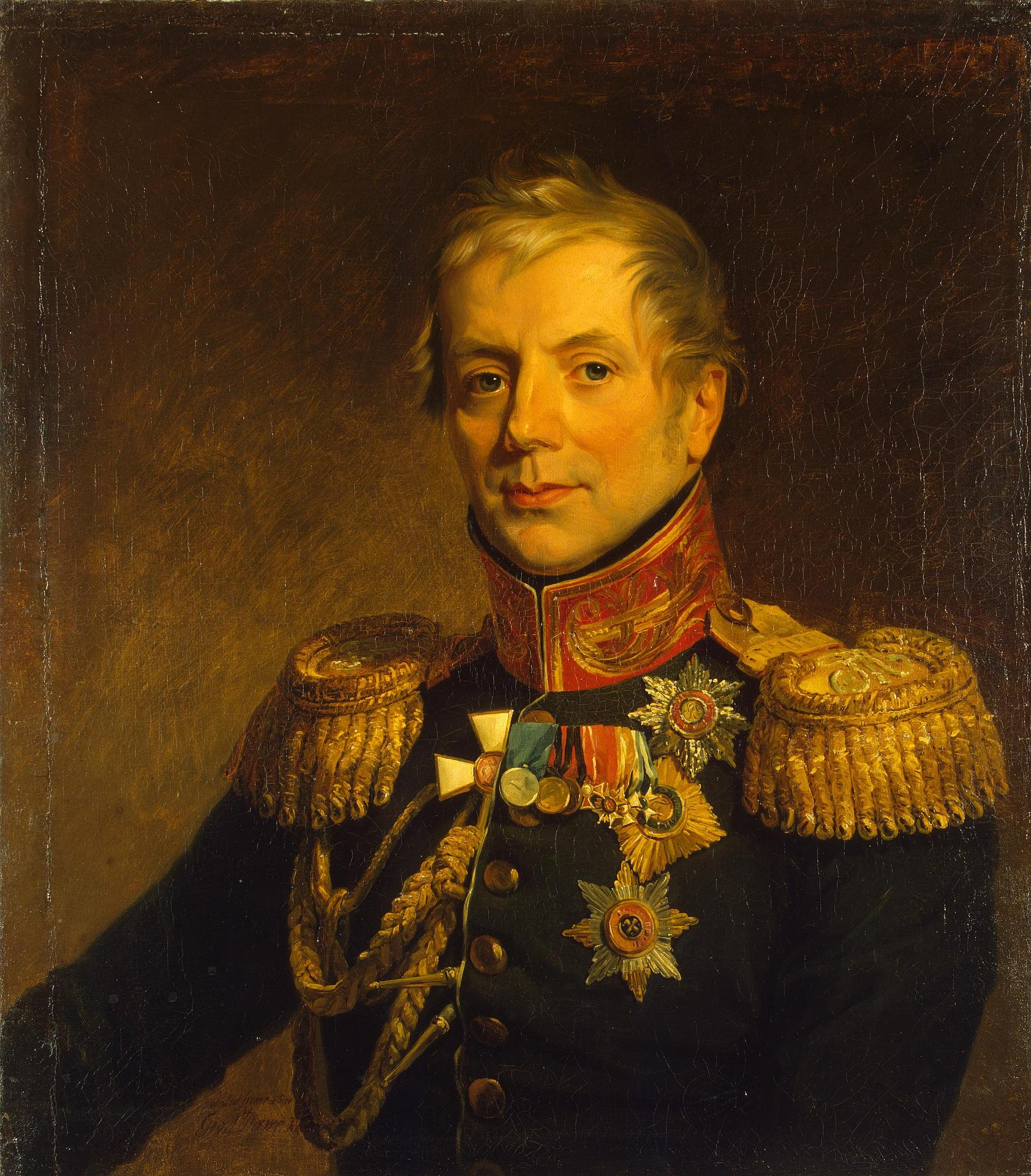
Le général Piotr Petrovitch Konovnitsyne. Peinture de George Dawe.

À la suite du combat d'Ostrovno, le IVe corps russe d'Ostermann-Tolstoï se retira sur 7 km en direction de Kakuviachino, où il fut remplacé à l'arrière-garde par la 3e division du général Piotr Konovnitsyne. Konovnistyne était particulièrement habile à diriger des actions d'arrière-garde et il parvint à contenir la progression des Français, retardant ces derniers d'une journée entière. En conséquence, les troupes de Napoléon ne furent pas en mesure d'engager le combat avec le gros de l'armée russe le 26 juillet. 
Pendant ce temps, le prince Alexandre Menchikov, aide de camp du général Piotr Bagration, arriva au quartier-général de Barclay à la tombée de la nuit, apportant la nouvelle de la défaite de la 2e armée de Bagration à la bataille de Moguilev trois jours plus tôt, face au maréchal Louis Nicolas Davout. En raison de cette victoire française, une réunion de la 2e armée avec la 1re armée de Barclay n'était plus envisageable. Napoléon risquait désormais d'exploiter la situation en séparant les deux armées pour de bon et en atteignant la ville stratégique de Smolensk avant elles. 
Les Russes devaient donc renoncer à toute confrontation d'envergure et s'employer désormais à rompre de toute urgence le contact avec leurs poursuivants pour faire mouvement au sud-est et se rapprocher ainsi de Bagration. En dépit de ces considérations, Barclay de Tolly n'avait pas perdu espoir de livrer bataille le lendemain et il n'en fut dissuadé par ses subordonnés que tard dans la nuit du 26. Le commandant en chef de l'armée russe ordonna alors la retraite, mais la proximité des forces de Napoléon ne facilitait pas la réalisation d'une telle manœuvre.

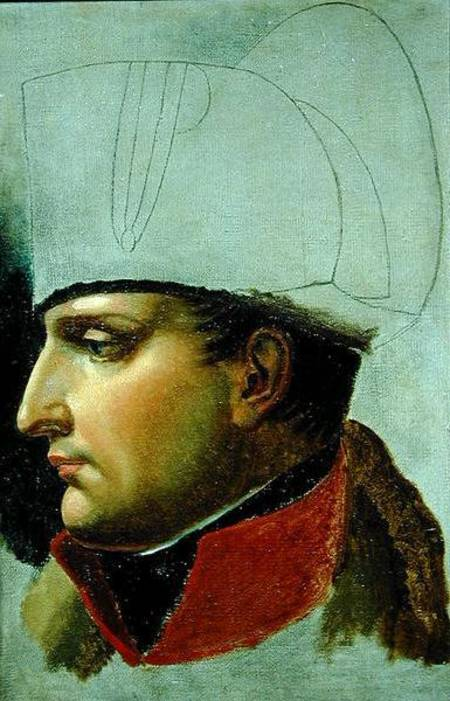
Napoléon Ier, par Anne-Louis Girodet.

Le 27 juillet à l'aube, Napoléon mit ses troupes en mouvement, satisfait d'avoir enfin face à lui une armée nombreuse et manifestement prête à combattre. L'Empereur ne savait pas que la majeure partie des forces russes avait déjà pris des dispositions pour battre en retraite et qu'une arrière-garde, commandée par le général Peter von der Pahlen, avait pour mission de disputer le terrain aux Français afin de permettre à l'armée d'effectuer tranquillement son repli. Le lieu où allait se dérouler la bataille aux abords de Vitebsk était une vaste plaine traversée par le fleuve Dvina qui séparait les troupes françaises de l'armée russe, laquelle occupait une position légèrement surélevée sur la rive est.
De là où il était, Napoléon pouvait apercevoir au loin les clochers de la ville de Vitebsk ainsi que ses forces qui commençaient à franchir le cours d'eau les séparant de l'ennemi. Napoléon ne disposait dans l'immédiat que de deux divisions d'infanterie, les 13e et 14e, appartenant au IVe corps du prince Eugène de Beauharnais, alors que les Russes, pensait-il, pouvaient déployer une armée de 90 000 hommes. Une partie du puissant Ier corps de cavalerie de Nansouty se trouvait à proximité mais il était clair que ces unités n'étaient pas assez nombreuses pour disputer une bataille rangée. L'Empereur décida donc dans un premier temps de fixer sur place les forces ennemies, sans les contraindre à engager des effectifs trop importants, en attendant l'arrivée du reste de son armée. 

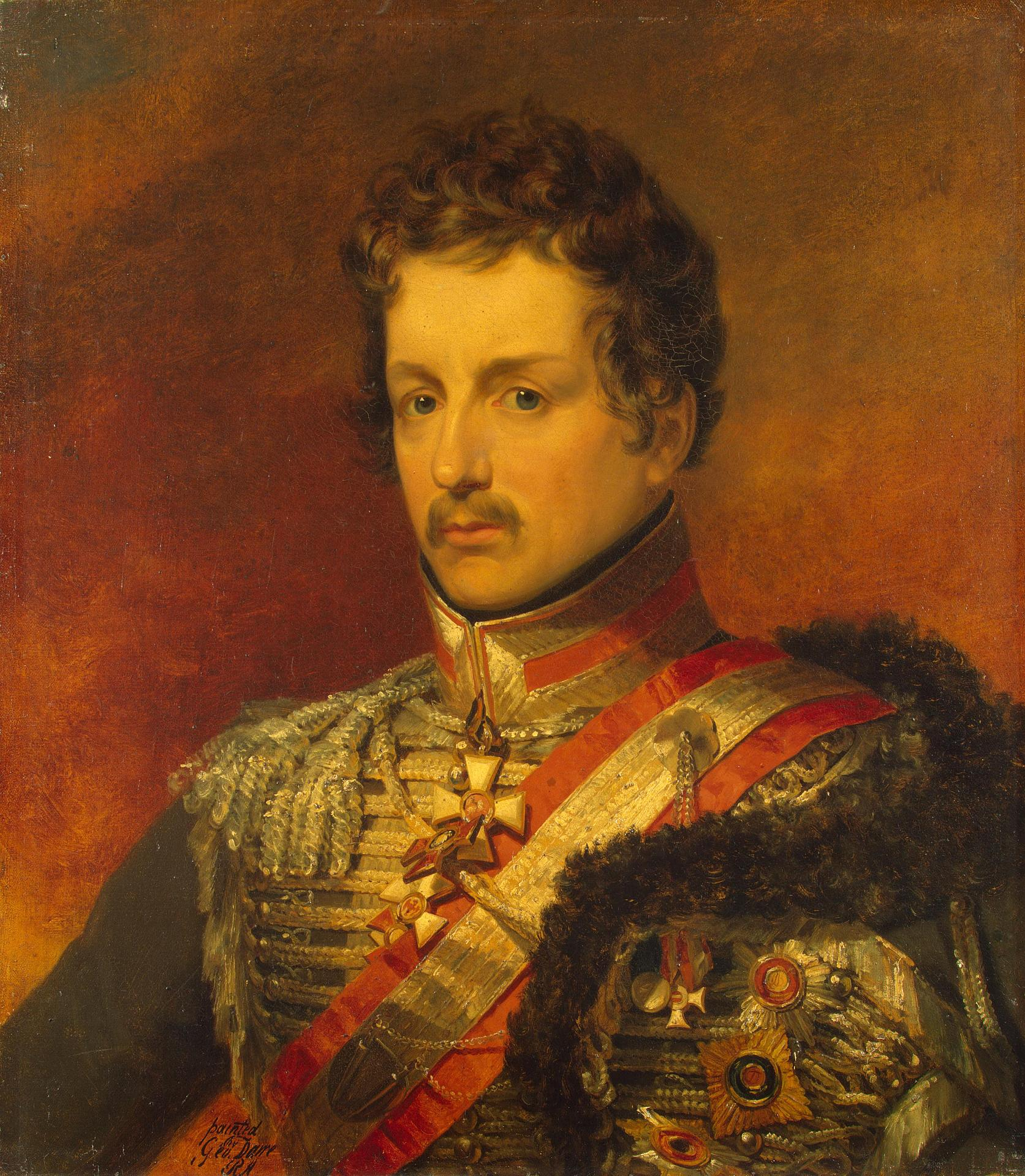
Le général Peter von der Pahlen. Peinture de George Dawe.

La 14e division française, sous les ordres du général Jean-Baptiste Broussier, s'avança la première, l'aile gauche en tête, mais elle fut attaquée par surprise par la cavalerie ennemie. Le commandant russe, le général Pahlen, engagea d'abord les cosaques de la Garde impériale, puis le gros de sa cavalerie contre les hommes de Broussier. La cavalerie russe fondit avec hardiesse sur les fantassins français, empêchant ces derniers d'avancer et disputant le terrain pied-à-pied afin de gagner du temps. Les cavaliers russes chargèrent ainsi à de nombreuses reprises pendant plusieurs heures. Broussier fit de son mieux pour continuer à progresser et son artillerie divisionnaire infligea des pertes sévères à la cavalerie russe, mais sans soutien de cavalerie, il ne put emporter la décision. 
Au même moment, 300 voltigeurs du 9e régiment d'infanterie de ligne avancés en tirailleurs furent entourés par des forces russes bien supérieures en nombre et se retrouvèrent dans une situation périlleuse, mais les Français défendirent vaillamment leur position. L'arrivée opportune de la 13e division d'infanterie du général Alexis Joseph Delzons et surtout de la cavalerie du Ier corps de Nansouty incita Pahlen à se replier sur l'autre rive de la petite rivière Luchenza où se trouvait rassemblé le gros de sa troupe prête à livrer bataille. 
Aux alentours de 11 h, Napoléon réalisa que les forces sous son commandement direct n'étaient pas assez fortes pour disputer un affrontement prolongé et il suspendit l'offensive. Les soldats français installèrent leur bivouac pendant que l'Empereur alla reconnaître la situation en personne. Il fut ravi de constater que les Russes s'étaient retranchés sur des positions de combat, ce qui semblait indiquer qu'ils étaient enfin disposés à tenir tête aux envahisseurs. L'Empereur donna des ordres en vue de la bataille qui devait avoir lieu le lendemain et complimenta les voltigeurs du 9e de ligne pour leur bravoure. Les Russes profitèrent de ce répit pour entamer leur repli à partir de 16 h, laissant derrière eux quelques détachements de cosaques chargés d'entretenir des feux de camp durant la nuit afin de faire croire aux Français que l'armée russe était toujours là.

## Bilan et conséquences

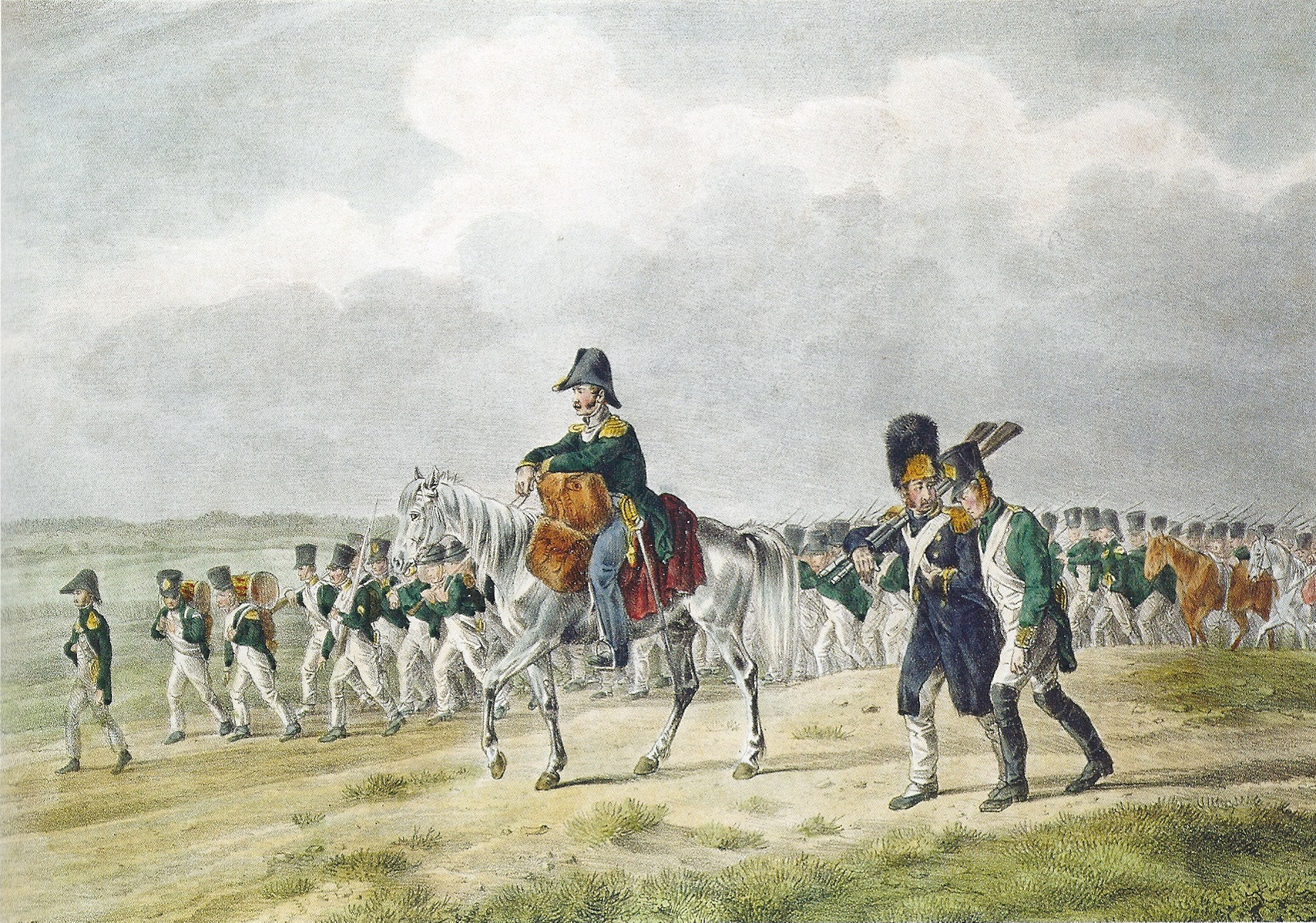
Le IVe corps d'armée du prince Eugène pendant la campagne de Russie. Lithographie d'Albrecht Adam.

Les Russes, qui étaient parvenus à s'extraire d'une position dangereuse, se replièrent en toute hâte vers Smolensk où Barclay de Tolly envisageait d'unir ses forces avec la 2e armée de Bagration. Barclay craignit pendant un temps que Napoléon n'atteigne la ville avant lui et organisa donc une retraite particulièrement précipitée mais qui se déroula néanmoins dans un ordre parfait. En réalité, Napoléon n'était pas en mesure d'arriver à Smolensk avant son adversaire car ses troupes épuisées avaient besoin de repos et il ne disposait d'aucune information sur la direction prise par les Russes au cours de leur retraite. 
La bataille de Vitebsk ne fut en définitive rien de plus qu'un combat d'arrière-garde et les pertes françaises, environ 400 tués, 900 blessés et 70 prisonniers, furent relativement légères. Parmi les morts figurait le colonel François Liédot, chef d'état-major du corps des ingénieurs de l'armée. Les pertes russes s'élevaient quant à elles à 3 000 tués ou blessés. Le principal objectif de l'armée russe, à savoir livrer un combat retardateur aux Français afin de permettre à l'armée d'effectuer sa retraite, fut atteint. 
Le général Pahlen fut félicité pour sa conduite de l'arrière-garde par Barclay de Tolly, généralement avare de compliments. Cette bataille est souvent perçue par les historiens français comme une occasion manquée pour Napoléon, qui ne s'engagea pas franchement contre Pahlen et ce faisant ne fut pas en mesure d'inquiéter sérieusement la retraite de ce dernier. Napoléon était en effet persuadé que les Russes continueraient de se battre le lendemain et il arrêta son attaque de bonne heure afin d'économiser des vies humaines face à un ennemi dont les forces étaient bien supérieures aux siennes.